# Nadejda Pavlova
Nadejda Pavlova (nascida Nadežda Vasil'evna Pavlova, em cirílico Наде́жда Васи́льевна Па́влова; Cheboksary, 15 de maio de 1956), é uma bailarina, atriz e coreógrafa russa de origem chuváchia; Artista do Povo, em 1977 ganhou o Prêmio Lenin, e outros prêmios internacionais.

## Biografia
Nascida na Chuváchia em 1956, começa dançar desde sete anos de idade. Em 1966, a Comissão da Escola Corégrafica de Perm, sugere-lhe integrar-se na Escola de Lioudmila Pavlovna Sakharova. 
Em 1970, Nadia Pavlova ganha prêmios no Concurso pansoviético nas categorias «mestres de ballet» e «bailarinas», antes de ganhar em 1973 o Grand prix no 2° Concurso internacional de bailarinos de balè em Moscovo.
Atualmente é professora na Universidade Russa de Artes Teatrais (GITIS) em Moscovo.

## Filmografia
- 1961 : Assassínio no trém de George Pollock: a vitima, (telefilme)
- 1977: The Nutcracker de Yelena Macheret: Masha, (telefilme)